# Ruines de Beiting
Beiting (chinois : 北庭 ; pinyin : běitíng ; litt. « la cour du nord »), ou Tingzhou (tíngzhōu, « Préfecture de Ting » ; en langues turciques : Bešbaliq ou Beshbaliq (别失八里) est le nom d'une ancienne ville de l'actuel Xinjiang, datant de l'époque du Protectorat des Régions de l'Ouest, dont les ruines se trouvent à une douzaine de kilomètres au nord de xian de Jimsar. Escale de commerce le long de la voie nord de la route de la soie, elle a connu son apogée entre les VIIe siècle et XIVe siècle lorsqu'elle a formé le centre du protectorat de Beiting (702-790) de la dynastie Tang, avant de servir de capitale saisonnière au royaume ouïghour de Qocho sous le nom de Beshbalik.

## Histoire
Elle forme le centre du protectorat de Beiting (702-790) de la dynastie Tang.
Boquq de la tribu des Ädiz, est général en chef et premier ministre (el ögäsi) du khanat des Toquz Oguz à la mort de Ton Baga Tarqan qaghan, en 789. La stèle de Karabalghasun dit qu'il détruit le khanat des Kirghiz, qui menaçait l'empire. En 790, alors qu'il se bat contre les Tibétains, le Zhongzhen qaghan est tué par son frère, la population révoltée tue ce dernier et place le fils de Zhongzhen, Boquq devenant régent. Il mène alors une campagne en Asie centrale contre les Tibétains et prend Bešbaliq et Qočo en 792, et sauve Kuča (Moriyasu). Le jeune enfant mourant, il devient khagan, inaugurant la dynastie des Ädiz du khaganat ouïghour.

## Description
Beiting est située dans une plaine entre le désert du Gurbantunggut au nord et les montagnes célestes (Tian Shan) au sud, avec vue sur le pic Bogda, sur le territoire de l'actuelle préfecture autonome hui de Changji.
Les ruines de la ville sont comprises dans un rectangle irrégulier de 1700 m sur 850 m, soit 141 hectares. C'est une ville fortifiée possédant un faubourg. Le bâtiment le plus impressionnant se trouve toutefois à 700 m à l'ouest de la ville, près d'une rivière. Il s'agit d'un temple bouddhiste de 70,5 x 43,8 m de l'époque ouïghour,.

## Galerie

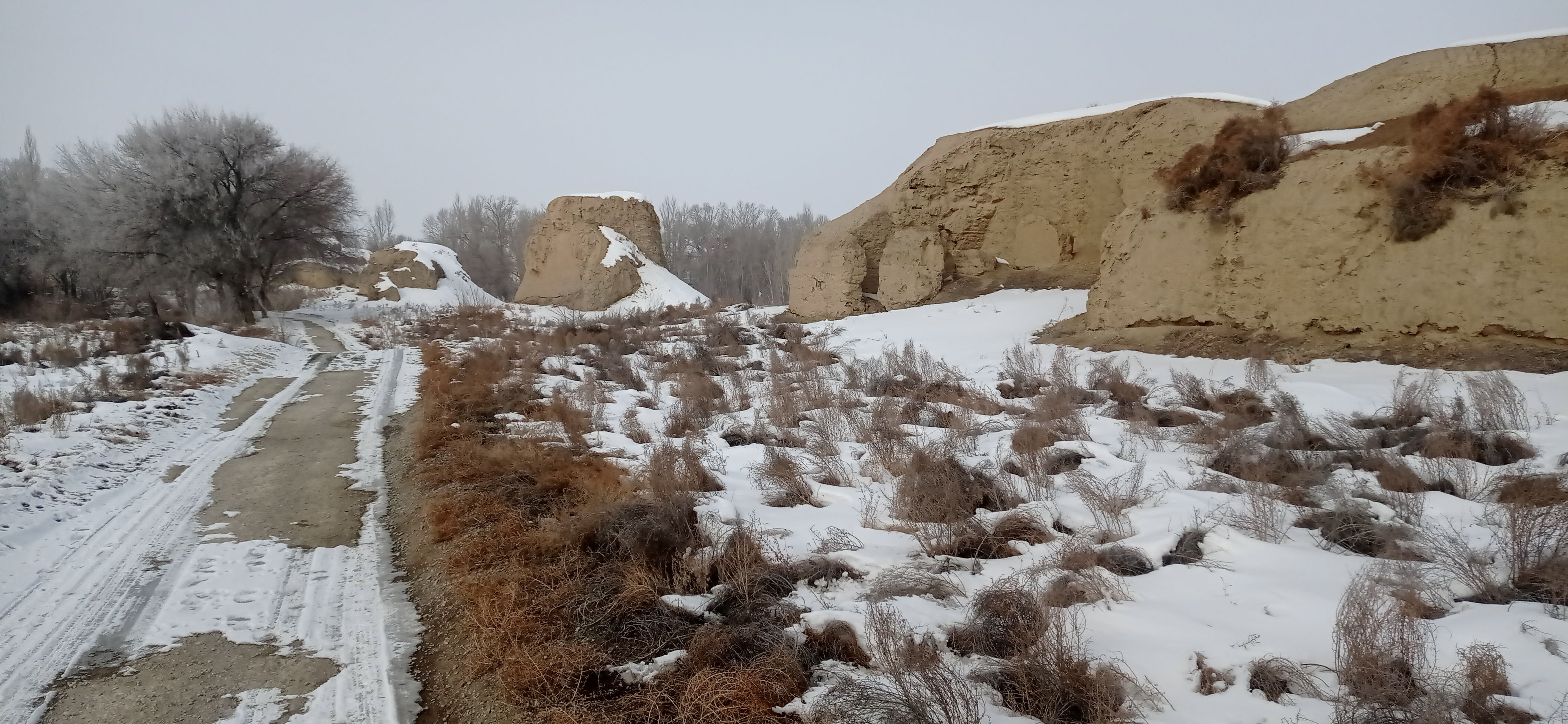
vestiges de la ville intérieure
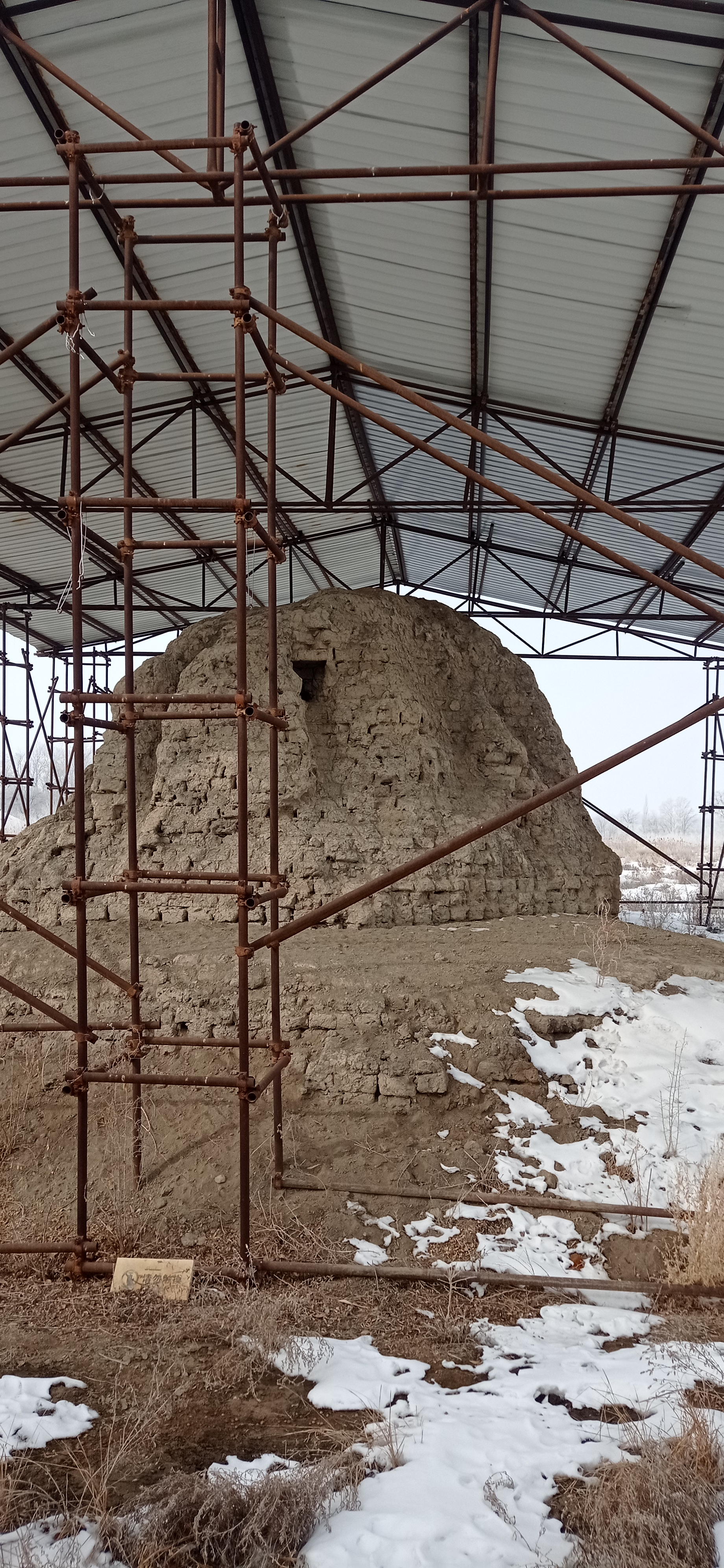
reste d'une stūpa (ville extérieure)
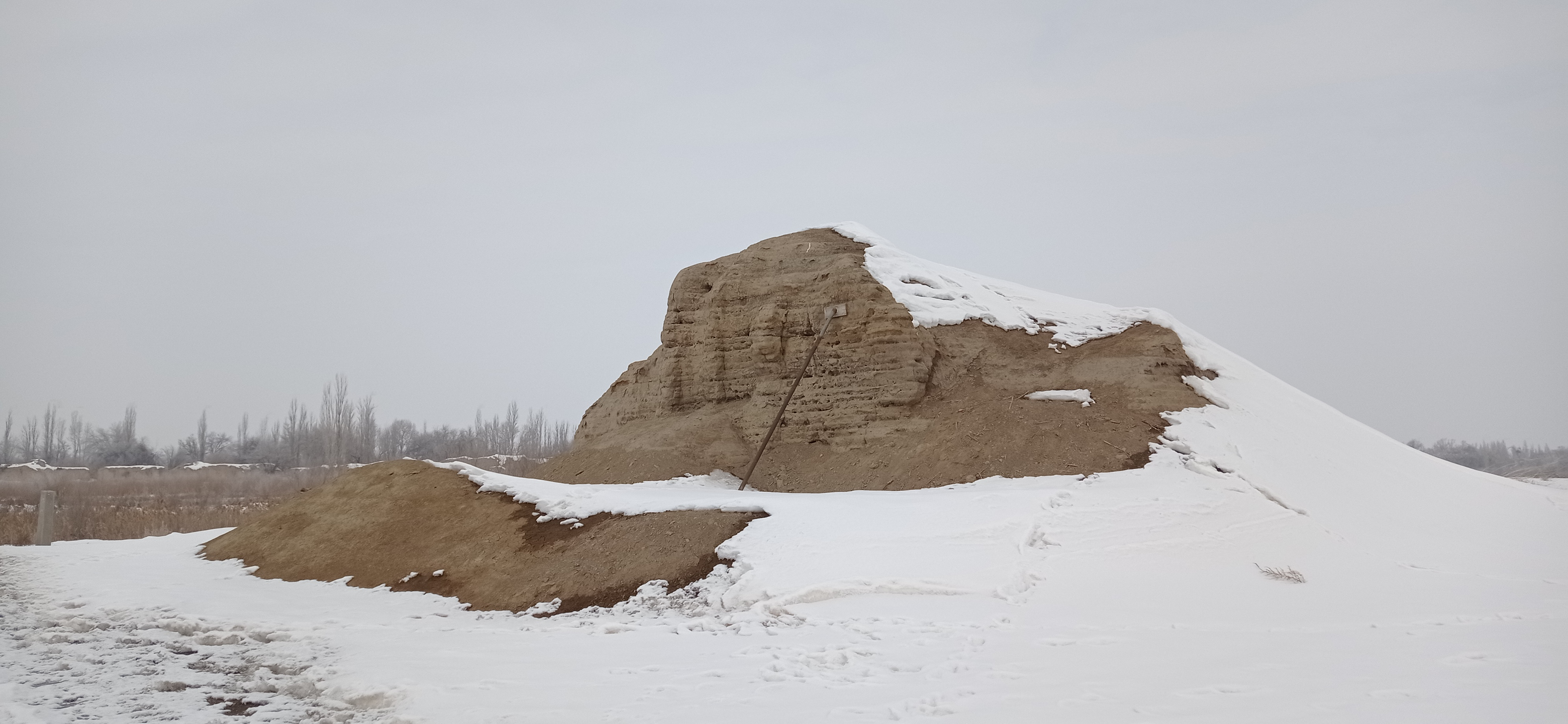
Porte Ouest du mur intérieur
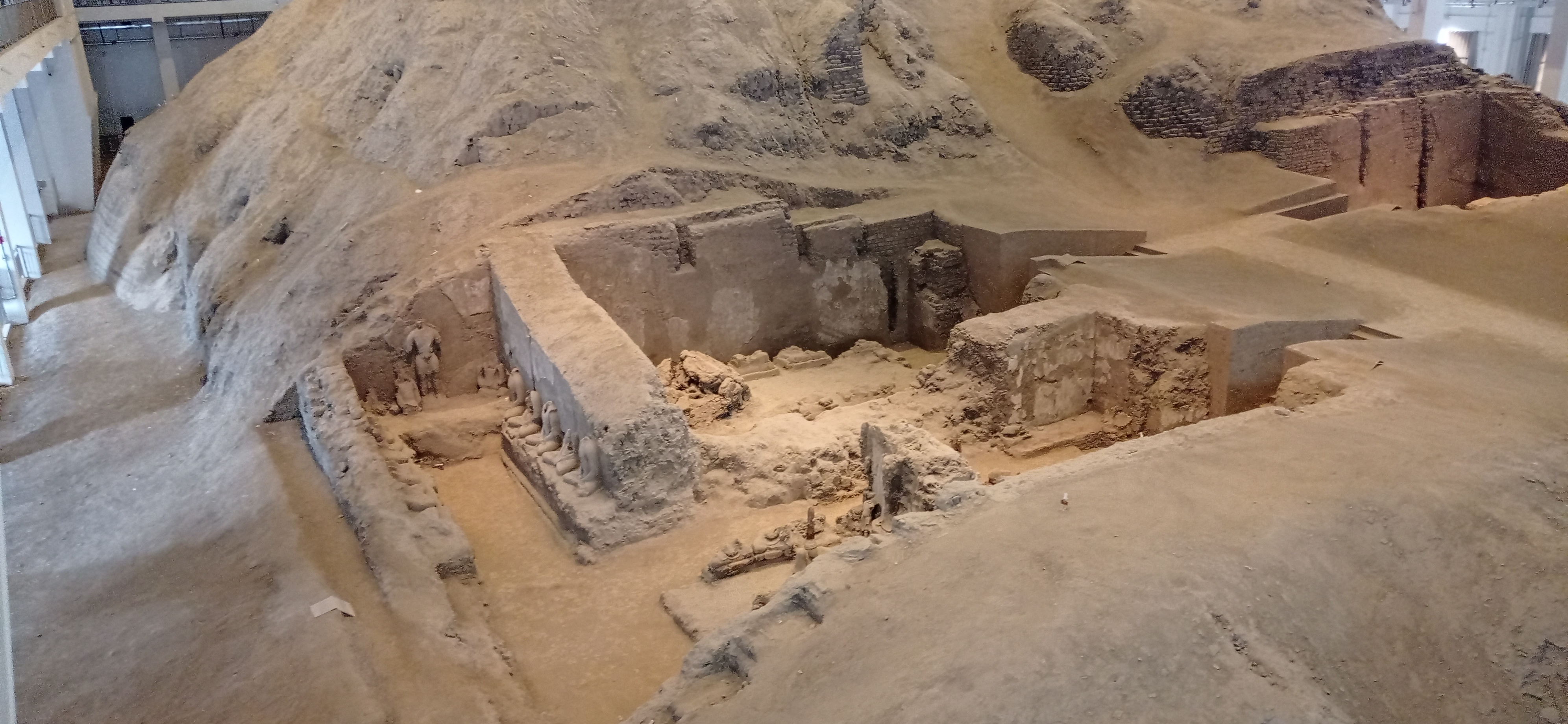
Temple de l'Ouest